# Dorotea Augusta de Schleswig-Holstein-Gottorp
Dorotea Augusta de Schleswig-Holstein-Gottorp   (Castell de Gottorf, 12 de maig de 1602 - Plön, 13 de març de 1682) era una noble alemanya de la Casa de (Schleswig-)Holstein-Gottorp, una branca cadet de la Casa d'Oldenburg. Es va convertir en la primera duquessa de Schleswig-Holstein-Sonderburg-Plön. com a esposa del duc Joachim Ernest (1595–1671). Era una noble alemanya, filla del duc Joan Adolf (1575-1616) i d'Augusta d'Oldenburg (1580-1639).

## Matrimoni i fills
El 12 de maig de 1633 es va casar amb Joaquim Ernest de Schleswig-Holstein-Sonderburg-Plön (1595-1671), fill del duc Joan II de Schleswig-Holstein-Sonderburg (1545-1622) i de la princesa Agnès d'Anhalt (1573-1616). El matrimoni va tenir vuit fills:
- Joan Adolf, (1634-1704), casat amb Dorotea de Brunsvic-Wolfenbüttel.
- August (1635-1699), casat amb Elisabet Carlota d'Anhalt-Harzgerode (1647-1723).
- Ernestina (1636-1696).
- Joaquim Ernest II (1637-1700), Duke of Schleswig-Holstein-Sonderburg-Plön-Rethwisch, casada amb Elisabet de Merode-Westerloo (1649-1701).
- Bernat (1639-1676).
- Agnès Hedwig (1640-1698), casada amb Cristià de Schleswig-Holstein-Sonderburg-Glücksburg (1627-1698)
- Carles Enric (1642-1655.
- Sofia Elionor (1644-1729), casada amb Wolfgang Juli de Hohenlohe-Neuenstein (1622-1698).